# Papaver chibinense
Papaver chibinense är en vallmoväxtart som beskrevs av Semenova. Papaver chibinense ingår i släktet vallmor, och familjen vallmoväxter. Inga underarter finns listade i Catalogue of Life.